# ロレタ・バルトゥセヴィチューテ
ロレタ・バルトゥセヴィチューテ＝ノレイキエネ（Loreta Bartusevičiūtė-Noreikienė、1958年8月21日 - ）は、リトアニアのバレリーナ。

## 経歴
1958年、ヴィリニュス生まれ。1976年、ヴィリニュスM・K・チュルリョニス美術学校を卒業。1977年から1978年までレニングラードに住む。
1999年までリトアニア国立オペラ・バレエ劇場 (LNOBT) で演じ続けた。
既婚で、夫はオペラ歌手のヴィルギリユス・ノレイカ。